# Egon Clausen
Egon Clausen, född den 23 november 1940 i Hemmet, är en dansk författare. 
Sedan 2005 har han varit ordförande för Dansk Forfatterforenings grupp av facklitterära författare. 1975-2005 var han anställd vid DR. Först som programmedarbetare, därefter bland annat som sektionsledare vid Kultur- og Samfundsafdelingen på P1.
Efter en längre skrivpaus utsände han 1991 sina memoarer under titeln Under dine vingers skygge, och sedan har han skrivit en lång rad böcker; reseskildringar, historiska verk, biografier och debattböcker. Han skriver även kommentarer i dagspressen och har mottagit ett stort arbetslegat från Statens Kunstråd 2008 och ett legat från Velux-fonden 2009.  
Före sin författardebut har han arbetat som folkskollärare i Ishøj från 1965 och fem år framåt. Han var vidare redaktör för tidskriften Unge Pædagoger från 1968 till 1971. Han debuterade på Gyldendal 1968 med diktsamlingen Tilnærmelser. Från 1970 till 1975 livnärde han sig som frilansskribent. Han skrev krönikor och artiklar til tidskrifter och dagstidningar. 1971 var han initiativtagare til tidskriften BIXEN. 